# Baltazar Karol Habsburg
Baltazar Karol Dominik Filip Wiktor Łukasz Habsburg, właściwie: Baltasar Carlos de Austria (ur. 17 października 1629 roku w Madrycie, zm. 9 października 1646 roku Saragossie) – książę Asturii, książę Girony, książę Montblanc, książę Viany, Pan na Balaguer i następca tronu Hiszpanii aż do śmierci oraz Portugalii do 1640.

## Życiorys
Baltazar Karol był jedynym synem hiszpańskiego króla Filipa IV Habsburga oraz jego pierwszej żony, Elżbiety Burbon, córki francuskiego króla Henryka IV Burbona i Marii Medycejskiej, córki Franciszka I Medyceusza. Był przyrodnim bratem m.in. ostatniego habsburskiego władcy Hiszpanii, Karola II, a jego rodzoną siostrą była: Maria Teresa, żona Ludwika XIV Burbona. Został ochrzczony 4 listopada 1629 roku. Rodzicami chrzestnymi infanta byli jego wuj, Karol, oraz ciotka, Maria Anna. Podczas chrztu na kryształowym tronie siedziała Inés de Zúñiga y Velasco, żona Gaspara de Guzmana, diuka-hrabiego Olivares, która później została jego guwernantką. Podczas oficjalnej ceremonii 7 marca 1632 roku (miał 2,5 roku) oficjalnie szlachta Kastylii potwierdziła go jako dziedzica do tronu Kastylii, Aragonii i wszelkich podległych ziem.
Po buncie Katalonii i usamodzielnieniu się Portugalii Filip IV próbował odzyskać siły w utraconych prowincjach. W tym celu 20 sierpnia 1645 w katedrze w Saragossie zaprzysiągł on Baltazara na następcę tronu w Katalonii. 13 listopada tegoż roku książę został zaprzysiężony na następcę tronu Królestwa Walencji. Tak samo uczyniono w Królestwie Nawarry. Dwór przeniósł się do Pampeluny, aby 3 maja 1646 roku w Saragossie uznać jego prawa, nadawszy wcześniej mieszkańcom Nawarry przywileje. Po tym fakcie rodzina królewska pozostała w mieście. Prawdopodobnie pod wpływem Baltazara król Filip IV pozbawił znaczenia księcia Olivaresa, któremu książę był nieprzychylny

## Śmierć

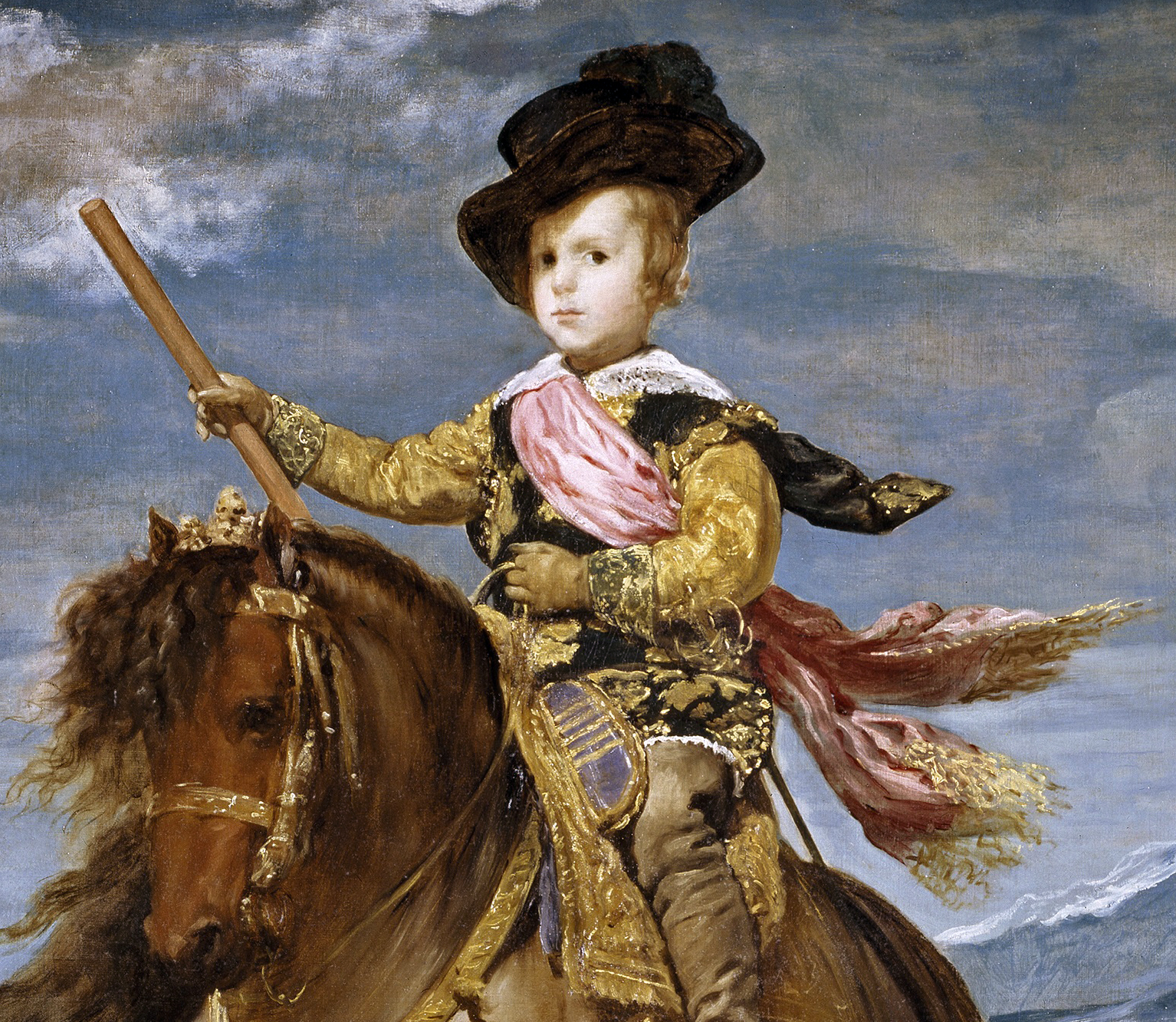
Portret konny księcia Baltazara Karola (detal), Diego Velázquez, ok. 1635.

5 października 1646 roku, w przeddzień 2 rocznicy śmierci królowej-matki Elżbiety, Baltazar Karol i Filip IV udali się na mszę wieczorną. książę zachorował i podczas obchodów tej rocznicy musiał zostać w łóżku. Okazało się, że następca tronu zapadł na ospę prawdziwą, wówczas nieuleczalną. 9 października otrzymał od arcybiskupa Saragossy ostatnie namaszczenie,odbyła się w jego intencji procesja błagalna, ale tego samego dnia o 9 wieczorem zmarł. Ciało pozostało w Saragossie aż do 16 października, kiedy to przetransportowano je do Eskurialu, gdzie został pochowany. Śmierć ukochanego syna pogrążyła w marazmie Filipa IV, i tak nękanego problemami wewnętrznymi kraju.

## Kwestia małżeństwa
Ze względu na sojusze wewnątrz dynastii władającej znaczną częścią ówczesnej Europy, od Portugalii po Węgry, ojciec szukał Baltazarowi Karolowi żony spośród Habsburgów. Wybór padł na Mariannę Habsburg (1634–1696), córkę cesarza Ferdynanda III i jego siostry ciotecznej ze strony ojca Marii Anny. Pod uwagę brana była też któraś z córek siostry jego matki Henrietty Marii Burbon i Karola I Stuarta, ale tę kandydaturę odrzucono ze względu na różnicę religii (była anglikanką).
Po niespodziewanej śmierci Baltazara Karola w 1649 jego niedoszłą żonę, mającą ledwie 15 lat, poślubił Filip IV, jej wuj ze strony matki. Było to spowodowane z jednej strony rozpaczą po śmierci ukochanego syna, a z drugiej szybką potrzebą spłodzenia następcy tronu wobec braku męskich potomków. Z ich związku narodził się chory na umyśle i ciele Karol II, owoc wielopokoleniowego kazirodztwa w dynastii Habsburgów.

## Baltazar Karol w sztuce
Baltazar Karol został przedstawiony na wielu portretach Juana del Mazo oraz Diego Velázqueza, który był nadwornym malarzem jego ojca. Szczególnie wiele portretów przedstawia go przy polowaniu. Swoje utwory poświęcili mu też m.in. Baltasar Gracián (Wiersz „El Discreto” z 1646), Diego de Saavedra Fajardo czy Francisco de Quevedo y Villegas.